# Everlasting Love (album Sandra)
Everlasting Love è una raccolta della cantante tedesca Sandra, pubblicata nel dicembre del 1988 dall'etichetta discografica Virgin solo in Regno Unito e negli Stati Uniti.
La canzone che ha dato il titolo all'album, cover dell'omonimo brano di Robert Knight inserita nella raccolta Ten on One (The Singles) pubblicata nel 1987, è qui presente in una versione remix.

## Tracce
1. Everlasting Love (PWL Remix)
2. (I'll Never Be) Maria Magdalena
3. Secret Land
4. Heaven Can Wait
5. Hi! Hi! Hi!
6. We'll Be Together
7. In the Heat of the Night
8. Around My Heart
9. Little Girl
10. Loreen